# چرمخوو (استان آمور)
چرمخوو (به لاتین: Cheremkhovo) یک منطقهٔ مسکونی در روسیه است که در استان آمور واقع شده‌است.